# Interstellar Low Ways
Interstellar Low Ways ist ein Jazzalbum von Sun Ra and His Myth Science Arkestra. Die zwischen 1957 und 1960 in Chicago entstandenen Aufnahmen erschienen 1967 als Langspielplatte auf El Saturn Records, gekoppelt mit Visits Planet Earth als Compact Disc auf Evidence Records. 2014 wurde das Album in einer von Michael D. Anderson und Irwin Chusid restaurierten Fassung wiederveröffentlicht.

## Hintergrund
Von Anfang an befanden sich die Finanzen von Sun Ras eigenem Label El Saturn in einem chronisch prekären Zustand, notierte Chris May. Eine Folge davon war, dass, während Ra unermüdlich die Arbeit des Arkestra auf Tonband aufzeichnete – oft, indem er seine Proben und Live-Auftritte zu Hause aufgenommen hatte – das Bandmaterial oft bis zu einem Jahrzehnt oder länger unveröffentlicht blieb, bis er dann mit der Veröffentlichung die finanzielle Situation des Saturn-Labels zu verbessern versuchte. Ursprünglich wohl 1966 unter der Katalognummer Saturn SR 9956-2-M/N unter dem Titel Rocket Number Nine Take Off for the Planet Venus erschienen, wurde es ab 1967 unter dem Titel Interstellar Low Ways mit der Katalognummer 203 veröffentlicht.
Interstellar Low Ways, aus drei Aufnahmesessions zwischen 1957 und 1960 in Chicago zusammengestellt, gehört zu einer Gruppe von Saturn-Alben, die ganz oder teilweise vor Jazz in Silhouette (1959) aufgenommen, aber erst Mitte oder Ende der 1960er-Jahre veröffentlicht wurden,  wie Sound Sun Pleasure!!, We Travel the Spaceways (aufgenommen 1956–1961, veröffentlicht 1967), Angels and Demons at Play (aufgenommen 1956–1960, veröffentlicht 1965) oder Lady with the Golden Stockings alias The Nubians of Plutonia (aufgenommen 1958–59, veröffentlicht 1966). Die Arrangements stellten verschiedene Mitglieder des Arkestra heraus, die neben ihren Hauptinstrumenten auch exotische Perkussion spielten. Zwei Tracks, „Interplanetary Music“ und „Rocket Number Nine“, enthalten die „Weltraumgesänge“ des Ensembles. Andere Tracks aus diesen Sessions wurden auf Fate in a Pleasant Mood, Holiday for Soul Dance, Angels and Demons at Play und We Travel the Space  Ways veröffentlicht.

## Titelliste
- Sun Ra and His Myth Science Arkestra: Interstellar Low Ways (El Saturn Records LP-203)[2]

A1  Onward 3:30

A2  Somewhere In Space 2:58

A3  Interplanetary Music 2:22

A4  Interstellar Low Ways 8:20

B1  Space Loneliness 4:28

B2  Space Aura 3:07

B3  Rocket Number Nine Take Off for Planet Venus 6:11
Wenn nicht anders vermerkt, stammen die Kompositionen von Sun Ra.

## Rezeption
Sean Westergard verlieh dem Album (in der Evidence Ausgabe mit Visits Planet Earth) in Allmusic viereinhalb Sterne und schrieb, dies sei eine großartige Zusammenstellung zweier klassischer Saturn-LPs aus der Chicagoer Zeit des Arkestra. Bei diesen Sessions hätten die Bandmitglieder nicht nur Instrumente wie Glocken, Lauten und diversen Perkussionsinstrumente in die Hand genommen, sondern auch Weltraum-artige Gesänge in „Interplanetary Music“ und „Rocket Number Nine Take Off for the Planet Venus“ aufgenommen. Sun Ra Visits Planet Earth und Interstellar Low Ways würden die rasante Entwicklung des Arkestra während der Chicagoer Jahre demonstrieren; dies sei eine hervorragende Zusammenfassung dieser Phase der Band.
Richard Cook und Brian Morton verliehen dem Album in der mit „Visits Planet Earth“ gekoppelten CD-Version in The Penguin Guide to Jazz dreieinhalb Sterne.
Als Interstellar Low Ways Mitte der 1960er-Jahre zusammengestellt wurde, wurde Sun Ras „Space Bop“, „Space Blues“ und seine „New Directions“-Kompositionen hervorgehoben, schrieb Irwin Chusid in den Liner Notes der Neuausgabe. Sun Ra habe seine „pangalaktische Persönlichkeit“ betont und den Jazz [zumindest] in seinen Titeln schnell weiter ins Weltraumzeitalter gedrängt, wie das Material dieses Albums beweise. Musikalisch habe er weiterhin gleichzeitig zurück und nach vorne geblickt; so stützte er sich auf die reichen Traditionen des Swing und Bebop im Jazz und fügte moderne Schnörkel hinzu, die sich zu seinem unverwechselbaren Stil entwickeln sollten.
Nach Ansicht von Chris May, der das Album in All About Jazz rezensierte, seien die meisten Stücke auf diesen Alben mindestens so weit „outside“ wie „Ancient Aiethiopia“ von Jazz in Silhouette. Das Titelstück zum Beispiel bestehe fast ausschließlich aus afrofuturistischem Material. Zu den vielen Höhepunkten des Albums gehöre „Rocket Number Nine Take Off for the Planet Venus“, in dem die Bandmitglieder „Zoom! Zoom! Up! Up! Up in the air!“ singen, was ein hektisches Solo von John Gilmore einführt, das mit dem sich wiederholenden Gesang „Second stop is Jupiter“ und der abschließenden Ansage „All out for Jupiter“ endet. Ebenfalls herausragend seien „Space Loneliness“, ein Schaufenster für den Altsaxophonisten Marshall Allen, und „Space Aura“, das durch George Hudsons köstlich elementare Trompete unvergesslich gemacht werde.
TJ Gorton (BeatCaffeine) lobte, dies sei wohl eines der großartigsten Alben von Sun Ra und dem Arkestra, das eine Reihe von Kompositionen enthalte, die zu Klassikern der Gruppe wurden, darunter „Somewhere in Space“, „Interplanetary Music No. 1“, „Space Loneliness“ und „Rocket Number 9“. Das Album habe einige ausgedehnte Stücke, aber es groove definitiv immer noch. Es sei ein absolutes Muss für jeden Sun Ra-Fan.